# Herminio Trigo
Herminio Trigo Aguilar (Córdoba, 12 de febrero de 1943) es un político español, alcalde de la ciudad de Córdoba entre los años 1986 y 1995.

## Biografía

### Inicios(1974-1986)
De profesión maestro, ingresó en el Partido Comunista de España en septiembre de 1974. En las primeras elecciones locales democráticas, celebradas el 3 de abril de 1979, es elegido concejal de la Corporación Municipal cordobesa y ocupa la concejalía de Sanidad y Asistencia Social bajo el mandato de Julio Anguita. Tras las elecciones del año 1983, es nombrado primer teniente de alcalde, portavoz y concejal delegado de Urbanismo, Viviendas y Obras, responsabilidades que abandona en 1985 al ser nombrado concejal de Presidencia.

### Alcalde de Córdoba(1986-1995)
Fue alcalde de Córdoba entre el 11 de febrero de 1986 y el 26 de enero de 1995. Entre las actuaciones ejecutadas bajo su mandato destacan:
- Plan General de Ordenación Urbana del año 1986.
- Inauguración en mayo de 1987 del Jardín Botánico, al que se uniría en 1992 el Museo de Etnobotánica.
- Construcción del nuevo Cementerio de Nuestra Señora de la Fuensanta (1 de noviembre de 1988).
- Nuevo mercado de mayoristas y creación de Mercacórdoba (junio de 1991).
- Construcción de la Estación del AVE y del Paseo de Córdoba (conocido como Plan RENFE) en el año 1992, causando con ello la destrucción de los restos arqueológicos romanos del Palacio de Maximiano Hercúleo, uno de los más grandes de la época imperial.
- Palacio de Deportes de Vista Alegre (15 de mayo de 1993).
- Plan Estratégico de Córdoba (1993).
- Destrucción del yacimiento romano "la Cercadilla".[2]
- Inauguración del Estadio Nuevo El Arcángel (1994).
- Restauración de la noria del Molino de la Albolafia (24 de marzo de 1994).
- Construcción del puente de El Arenal (1993) e inauguración el 22 de mayo de 1994 de la Feria en su nuevo recinto de El Arenal.
- Declaración de Córdoba como Ciudad Patrimonio de la Humanidad (15 de diciembre de 1994).[3]

Por otra parte, fue también vicepresidente de la Federación Española de Municipios y Provincias (FEMP) y de la Federación Andaluza de Municipios y Provincias (FAMP). Así mismo, fue miembro del Consejo Internacional de la Federación Mundial de Ciudades Unidas, miembro titular de la Asamblea del Consejo de Poderes Locales y Regionales de Europa y Vicepresidente de la Comisión de Ordenación del Territorio del Comité de las Regiones de Europa desde su fundación.

#### Fin de mandato (1995)
El 17 de enero de 1995, tras ser acusado de prevaricación y condenado a raíz del nombramiento del gerente del Gran Teatro, anunció públicamente su dimisión como alcalde entre fuertes disensiones en el seno de Izquierda Unida. A partir de este momento se produjo un amplio movimiento ciudadano e institucional (en especial, las mociones del Ayuntamiento y de la Diputación Provincial de Córdoba y los apoyos públicos de Manuel Chaves o Francisco Vázquez, entonces presidente de la FEMP) que desembocó en la concesión del indulto el 12 de abril de 1996 por el Consejo de Ministros.

### Actividad política actual
En el año 2001, procedente de Nueva Izquierda (partido donde ocupaba el cargo de Presidente regional andaluz), ingresó en el PSOE, siendo miembro de su Comité Federal hasta 2003. Asimismo fue Secretario Ejecutivo del PSOE de Andalucía desde 2001 hasta 2009.
En marzo de 2005 participa en la constitución de la Asociación por el Progreso y la Modernización de Córdoba Futura, de cuya junta directiva es miembro en la actualidad. Desde el año 2007 preside la Fundación por el Progreso de Andalucía. Es miembro del Consejo Asesor de la Fundación Alfonso Perales, de la Comisión Asesora de Cooperación al Desarrollo de la Fundación Cajasol y de la Comisión Ejecutiva de la Asociación de Fundaciones Andaluzas.